# Sonet 113 (William Szekspir)

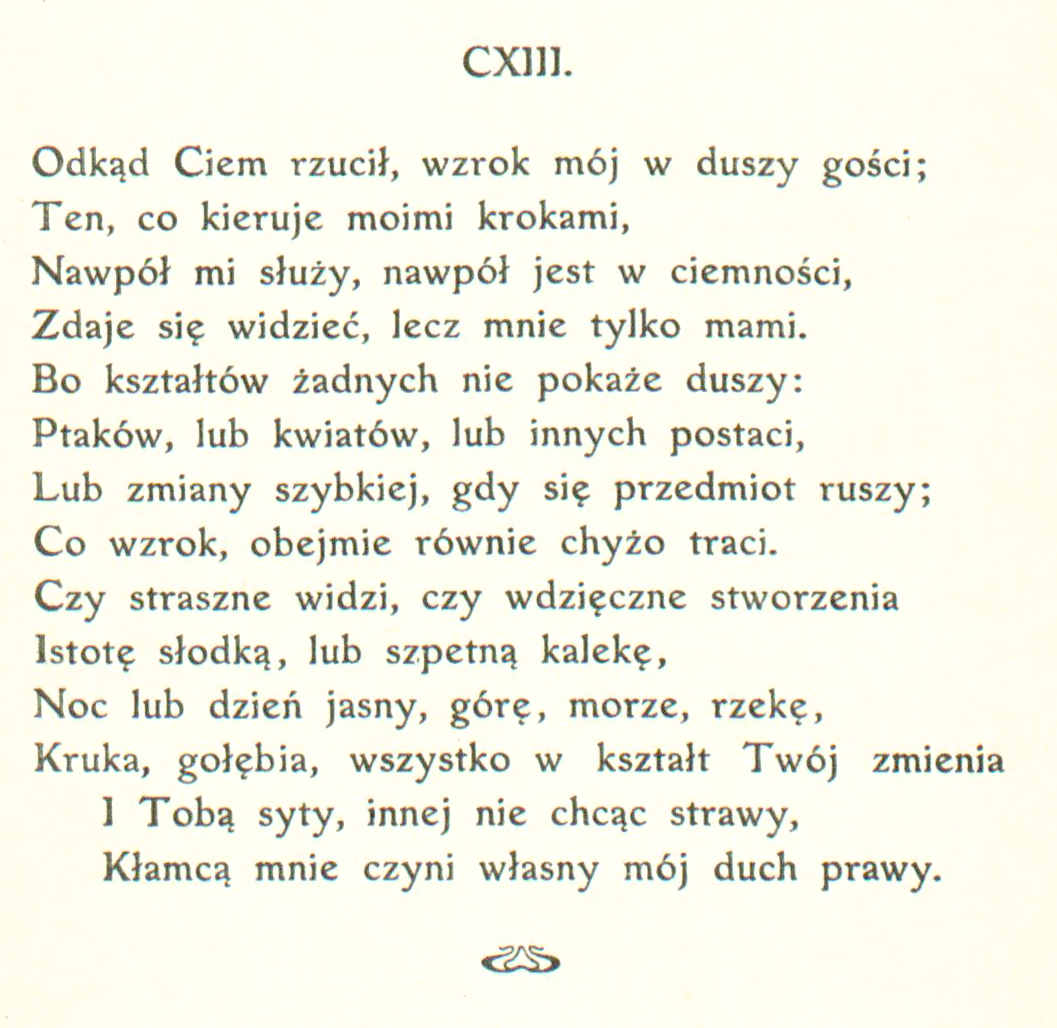
Pierwszy przekład sonetu 113 na język polski z 1913 przez ks. Marię Sułkowską.

Since I left you, mine eye is in my mind;

And that which governs me to go about

Doth part his function and is partly blind,

Seems seeing, but effectually is out;

For it no form delivers to the heart

Of bird, of flower, or shape which it doth latch:

Of his quick objects hath the mind no part,

Nor his own vision holds what it doth catch;

For if it see the rud'st or gentlest sight,

The most sweet favour or deformed'st creature,

The mountain or the sea, the day or night:

The crow, or dove, it shapes them to your feature.

Incapable of more, replete with you,

My most true mind thus maketh mine untrue.

Odkąd odszedłeś, w głąb poszło me oko,

A to, co wodzi kroki me po świecie,

Ślepe jest niemal tak samo głęboko,

Niby coś widzi, a nie widzi przecie.

Nie więzi w wnętrzu kształtów, które chwyta,

Ptaka, czy kwiatu, czy postaci człeka.

W umyśle żadna rzecz nie jest wyryta —

Obraz widziany od razu ucieka.

Cokolwiek ujrzy, piękno czy brzydotę,

Bądźto gołębia, bądź wstrętnego kruka,

Stawy i góry, noc czy ranki złote,

We wszystkiem twego li odbicia szuka.

Tak pełen ciebie, a więcej nikogo,

Umysł mój wierny zawodzi je srogo.

Sonet 113 (incipit Since I left you, mine eye is in my minde) – jeden z cyklu 154 sonetów autorstwa Williama Szekspira. Po raz pierwszy został opublikowany w 1609 roku.
Sonet 113, będący bezpośrednią kontynuacją sonetu 112 oraz motywu rozstania z 109, jest obrazem bezgranicznej miłości w sytuacji chwilowego rozstania. 

## Treść
W sonecie tym podmiot liryczny, przez niektórych badaczy utożsamiany z autorem, opisuje swoje odczucia od momentu, kiedy opuścił ukochanego – jest zajęty jedynie swoimi myślami, a wzrok tylko w połowie przekazuje mu obraz rzeczywistego świata, gdyż cokolwiek zobaczy, widzi tylko ukochanego. 
Poemat jest zbudowany na zasadzie wewnętrznego kontrastu – pierwszych osiem wersów opisuje całkowitą niezdolność poety do spostrzegania świata zewnętrznego, natomiast ostatnich sześć wersów, przekształcanie przez umysł widzianych obrazów na obraz Młodzieńca. 
Ostatni wers My most true mind thus maketh mine untrue jest uważany za zagadkę interpretacyjną (1) w przypadku uznania znaczenia słowa mine jako mój i w tej sytuacji przymiotnik untrue (nieprawdziwy) staje się rzeczownikiem (nieprawda) i wtedy znaczenie ostatniego wersu staje się następujące kiedy mój godny zaufania umysł powoduje moje fałszywe postrzeganie świata (2) w przypadku uznania mine jako niezwykłego skrócenia słowa m’eyne (eyne archaiczna forma eyes oczy), czyli moje oczy i wtedy znaczenie ostatniego wersu staje się następujące kiedy mój godny zaufania umysł oszukuje moje oczy (3) w przypadku uznania, że pomiędzy słowami mine i untrue z powodów formalnych zostało pominięte słowo [oko] i wtedy znaczenie ostatniego wersu staje się następujące kiedy mój godny zaufania umysł oszukuje moje oko.

## Polskie przekłady
| 1913 |  | Odkąd Ciem rzucił, wzrok mój w duszy gości;    |  | Maria Sułkowska     | [ 13 ] |
| 1922 |  | Odkąd odszedłeś, w głąb poszło me oko,         |  | Jan Kasprowicz      | [ 4 ]  |
| 1948 |  | Z Tobą myśl ma, wzrok nikł w tę samą stronę,   |  | Władysław Tarnawski | [ 14 ] |
| 1968 |  | Odtąd cię odjechałem, odtąd wszystek wzrok mój |  | Marian Hemar        | [ 15 ] |
| 1978 |  | Odkąd odszedłem – badam siebie baczniej;       |  | Bohdan Drozdowski   | [ 16 ] |
| 1979 |  | Odkąd odszedłem, oczy w umysł patrzą,          |  | Maciej Słomczyński  | [ 17 ] |
| 2011 |  | Odkąd cię opuściłem, okiem duszy patrzę,       |  | Stanisław Barańczak | [ 9 ]  |
| 2015 |  | Odkąd odszedłem, widzę duszy okiem             |  | Ryszard Długołęcki  | [ 18 ] |